# Ханна Хаттаб
Ханна Хаттаб (араб. حنا حطاب, нар. 22 березня 1989) — сирійський футбольний арбітр. З 2015 року входить до списку арбітрів ФІФА.

## Кар'єра
Першим міжнародним матчем, який Хаттаб обслуговував, став відбірковий матч до Кубка Азії між Таджикистаном і Бангладеш 2 червня 2016 року. Того ж року він потрапив на свій перший турнір, де він відсудив матчі групового етапу на юнацькому чемпіонаті Азії (U-19) 2016 року. Через два роки він відсудив ще кілька ігор на наступному розіграші турніру. Того ж року він також працював на чемпіонаті Південної Азії 2018 року, але також у деяких матчах виконував роль четвертого судді.
На клубному рівні Ханна обслуговував ігри на груповому етапі Кубка АФК 2017 року, а також судив ігри на турнірі в наступні роки. У лютому 2019 року він вперше керував грою кваліфікаційного раунду Ліги чемпіонів АФК. З наступного сезону 2020 року також судив ігри групового етапу. Він також відсудив матч Кубка арабських клубних чемпіонів 2023 року.
У 2020 році Хаттаб відсудив гру групового етапу на молодіжному чемпіонаті Азії U-23, а у наступному розіграші за два роки знову відсудив матч групового етату, а також працював в одній із чвертьфінальних ігор. Він також допомагав як відеоасистент арбітра на чемпіонаті Азії серед жінок 2022 року та юнацькому (U-17) чемпіонаті світу серед жінок 2022 року.
На початку 2024 року був призначений одним із головних арбітрів Кубка Азії 2023 року, де відсудив одну гру групового етапу між Гонконгом та Іраном (0:1).
Крім своєї ліги, він також судив в інших національних лігах. Так у квітні 2017 року він відсудив дві гри в Прем'єр-лізі Лівану.